# Gefecht bei Langensalza
Hastenbeck – Krefeld – Sandershausen – Mehr – Lutterberg 1758 – Bergen – Minden – Gohfeld – Fulda – Korbach – Emsdorf – Warburg – Rhadern – Kloster Kampen – Langensalza – Saalfeld – Vellinghausen – Arnsberg – Wilhelmsthal – Lutterberg 1762 – Brücker Mühle
Das Gefecht bei Langensalza vom 15. Februar 1761 war eine militärische Auseinandersetzung während des Siebenjährigen Krieges (1756–1763) nahe Langensalza (heute Bad Langensalza) in Thüringen. Dabei besiegten preußisch-hannoveranische Truppen ein französisch-sächsisches Korps. Dabei geriet das Gros der Sachsen in Gefangenschaft.

## Vorgeschichte
Der preußische Generalfeldmarschall Ferdinand von Braunschweig-Wolfenbüttel plante, als Oberbefehlshaber der preußischen Alliierten in Westdeutschland, in Hessen einzufallen und die an Werra und Fulda lagernden Franzosen aus ihren Winterquartieren zu vertreiben. Nachfolgend sollte die französische Besatzung in Kassel belagert und jene in Göttingen vom Nachschub abgeschnitten werden. Dazu teilte Ferdinand seine rund 47.000 Köpfe zählenden Truppen in mehrere Abteilungen: Ferdinands Neffe, der preußische Generalmajor Erbprinz Karl Wilhelm Ferdinand von Braunschweig, rückte mit 12.000 Mann gegen die untere Eder vor, 5.000 Mann unter dem hannoverischen Generalmajor Georg Carl von Breidenbach sollten von Brilon über die Lahn marschieren und Marburg angreifen, der hannoverische General der Infanterie Friedrich von Spörcken hatte den Auftrag, mit 12.000 Mann die Franzosen von der Unstrut zu vertreiben, um dann über Eisenach zur Werra bei Vacha und weiter zur Fulda vorzustoßen. Ferdinand selbst wollte mit 18.000 Mann von Warburg aus über die Diemel gegen Zierenberg und Niedenstein vorgehen; sein Kontingent setzte sich am 11. Februar in Marsch. Die übrigen Korps hatten sich schon einige Tage zuvor in Bewegung gesetzt.
Während Ferdinand sein Ziel ungehindert erreichte, taten sich die übrigen Abteilungen schwer: Generalmajor Breidenstein fiel am 14. Februar bei Marburg, seine Truppen wichen an die Eder zurück und suchten den Anschluss an den Erbprinzen. Dieser wiederum benötigte unerwartet drei Tage, um ein 1.000 Mann starkes französisches Kontingent in Fritzlar zur Übergabe zu zwingen. General Spörcken indes traf auf im Raum Mühlhausen-Langensalza verteilte sächsische und französische Einheiten, die jedoch noch nicht zueinander aufgeschlossen hatten. Zu seiner Unterstützung marschierte auf Befehl Friedrichs des Großen ein knapp 5.000 Mann starkes preußisches Korps unter Generalmajor von Sydow aus Sachsen heran.
Bei den französisch-sächsischen Alliierten war es zuvor zu einem Wechsel im Oberbefehl gekommen: Als Commandant en chef des sächsischen Kontingents weilte Franz Xaver von Sachsen zum Bericht am französischen Hof; in seiner Abwesenheit kommandierte Lieutenant-général Vincent-Judes, Marquis de Saint-Pern. Dieser wiederum war Marschall Victor-François de Broglie unterstellt.

## Verlauf
Spörcken näherte sich dem Gegner von Duderstadt aus über Worbis und Dingelstädt, und hinderte dabei den französischen Lieutenant-général Saint-Pern, sich von Eschwege aus mit den Truppen an der Unstrut zu vereinigen. Gleichzeitig marschierte ein preußisches Korps unter Generalmajor Syburg von Weißenfels aus auf Langensalza vor. Spörcken ging oberhalb von Mülhausen, das 5.0000 Franzosen besetzt hielten, auf das linke Ufer der Unstrut zurück und marschierte ebenfalls nach Langensalza. Am frühen Morgen des 15. Februar standen die vereinigten Verbündeten nördlich der Stadt, Spörcken bei Thamsbrück, Sydow bei Merxleben. Wegen einsetzenden Tauwetters gestaltete sich die Überquerung der Unstrut jedoch schwierig.
Die Franzosen und Sachsen, die auf den Höhen südöstlich Langensalzas standen, waren indes durch die Hochwasser führende Salza ebenfalls getrennt. Möglicherweise schlachtentscheidend war indes, dass die Franzosen unter Choiseul-Stainville von ihrem Oberbefehlshaber, Marschall Broglie, Befehl zum Rückzug auf die Werra erhielten, kaum dass das Gefecht begonnen hatte. Den gleichen Befehl hatte zuvor schon Saint-Pern befolgt. Die 3.000 Sachsen erhielten Broglies Befehl jedoch unglücklicherweise erst, als sie bereits mitten im Kampf standen und dessen Last alleine tragen mussten.
Beim Versuch, sich abzusetzen, wurden die sächsische Infanterie von der feindlichen Kavallerie in den Flanken gepackt und teilweise zerschlagen. Gegen 10 Uhr morgens war die Schlacht entschieden: Von den Sachsen gingen fünf Regimenter bzw. Bataillone mit etwa 2.000 Mann in Gefangenschaft. Weiterhin verloren die Sachsen 13 Kanonen und 7 Fahnen und Standarten an den Feind.

## Folgen
Die Preußen besetzten Langensalza, während die Hannoveraner wieder ihre Ausgangsposition links der Unstrut einnahmen. Die übrig gebliebenen Sachsen zogen sich nach Eisenach zurück und vereinigten sich dort mit dem französischen Hauptkontingent. In den nächsten Wochen gaben die Franzosen und Sachsen weite Teile Hessens auf und gingen bis nach Hanau zurück. Prinz Ferdinand verzichtet indes auf eine weitere Verfolgung und gab den Franzosen damit Gelegenheit, sich zum Gegenstoß zu sammeln.
In Frankreich sorgte die Niederlage für zusätzliches Aufsehen, da der französische Befehlshaber vor Ort, Lieutenant-général Jacques Philippe de Choiseul-Stainville, der Bruder des Kriegsministers Choiseul-Stainville war. Ihm wurde sein vorzeitiger Rückzug vom Schlachtfeld angelastet, obwohl ihm dieser, vermutlich von Lieutenant-général Saint-Pern, befohlen worden war. Saint-Pern selbst starb am 8. März 1761 in Frankfurt am Main, vermutlich aufgrund der während des hastigen Rückzugs erlittenen Strapazen.